# مسابقة مصر الدولية للقرآن الكريم
مسابقة مصر الدولية للقرآن الكريم هي مسابقة دولية لتلاوة القرآن الكريم. تٌنظم هذه المسابقة الدولية من الحكومة المصرية كل عام بمناسبة رأس السنة الهجرية. منذ عام 1993، يُنظم هذا الحدث بشكل منتظم في القاهرة، عاصمة مصر، بمشاركة فعالة من 66 دولة على الأقل. ويُنظم هذا الحدث من وزارة الأوقاف المصرية تحديدًا وتُنسق مع جامعة الأزهر.

## غرض الترتيب
إن الهدف من هذه المسابقة والجائزة الدولية للقرآن الكريم المنظمة في مصر هو خدمة قرآن الله ورفع المستوى العام للأداء القرآني من خلال الأعمال الخدمية.

## طالع أيضًا
- جائزة دبي الدولية للقرآن الكريم
- جوائز محمد السادس للقرآن الكريم
- الجائزة الملكية للتمويل الإسلامي
- المسابقة الدولية لتلاوة القرآن الكريم
- مسابقة القرآن الكريم الدولية للجمهورية الإسلامية الإيرانية
- مسابقة ليبيا الدولية للقرآن الكريم
- مسابقة تيجان النور الدولية للقرآن الكريم